# 야스하라 히로카즈

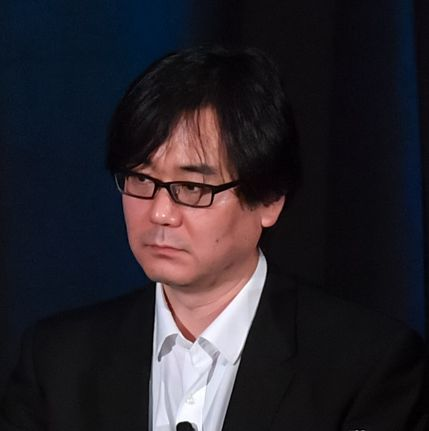

야스하라 히로카즈(일본어: 安原広和) 또는 Carol Yas는 1965년 10월 12일에 태어난 일본의 비디오 게임 디자이너이다.
그는 세가 메가 드라이브을 기반으로 한 기술적 데모와 엔진 코드를 이용, 와 함윶 캐릭터 설계를 하였고 소닉 더 헤지혹의 디자인, 게임 플레이와 스테이지의 대부분을 구성하였으며 오오시마와 함께 소닉 더 헤지호그 시리즈에서 프로그래머, 프로듀서, 그리고 디자이너로  활동하고 있다.

## 역사
- 수왕기 (1988) — 게임 계획
- 패털 라바린스 (1990) — 게임 계획
- 피라미드의 마법 (1991) — 특별 감사
- 피라미드의 마법 스페셜 (1991) — 특별 감사
- 소닉 더 헤지혹 (1991) — 게임 계획
- 소닉 더 헤지호그 2 (1992) — 게임 계획
- 소닉 스핀볼 (1993) — 특별 감사
- 소닉 더 헤지호그 3 (1994) — 디렉터,게임 디자이너
- 소닉 앤 너클즈 (1994) — 디렉터,게임 디자이너
- 소닉 3D 블래스트 (1996) — 레벨 디자인
- 소닉 엑스트림 (1996) — 디자이너
- 소닉 R (1997) — 레벨 디자인, 디렉터